# بطولة ويمبلدون 1883

## النهائي
ويليام رينشاو هزم  إرسنت رينشاو. النتيجة: 2-6 6-3 6-3 4-6 6-3